# Kei Ikeda
Kei Ikeda (født 20. oktober 1986) er en japansk fodboldspiller.